# Fromage de Clon
Fromage de Clon est une marque commerciale déposée créée en 2004 par la Société Coopérative Agricole de Fromagerie de Drom exploitée pour identifier un fromage au lait cru français agrémenté de safran. Il est fabriqué dans la fruitière des coopérateurs  dans le département de l'Ain.
Cette marque déposée reprend l'appellation d'origine d'un fromage fermier aujourd'hui disparu et dont les grandes lignes de fabrication avait été redécouvertes en 2000 dans les fonds des Archives départementales de l'Ain..

## Histoire du clon originel

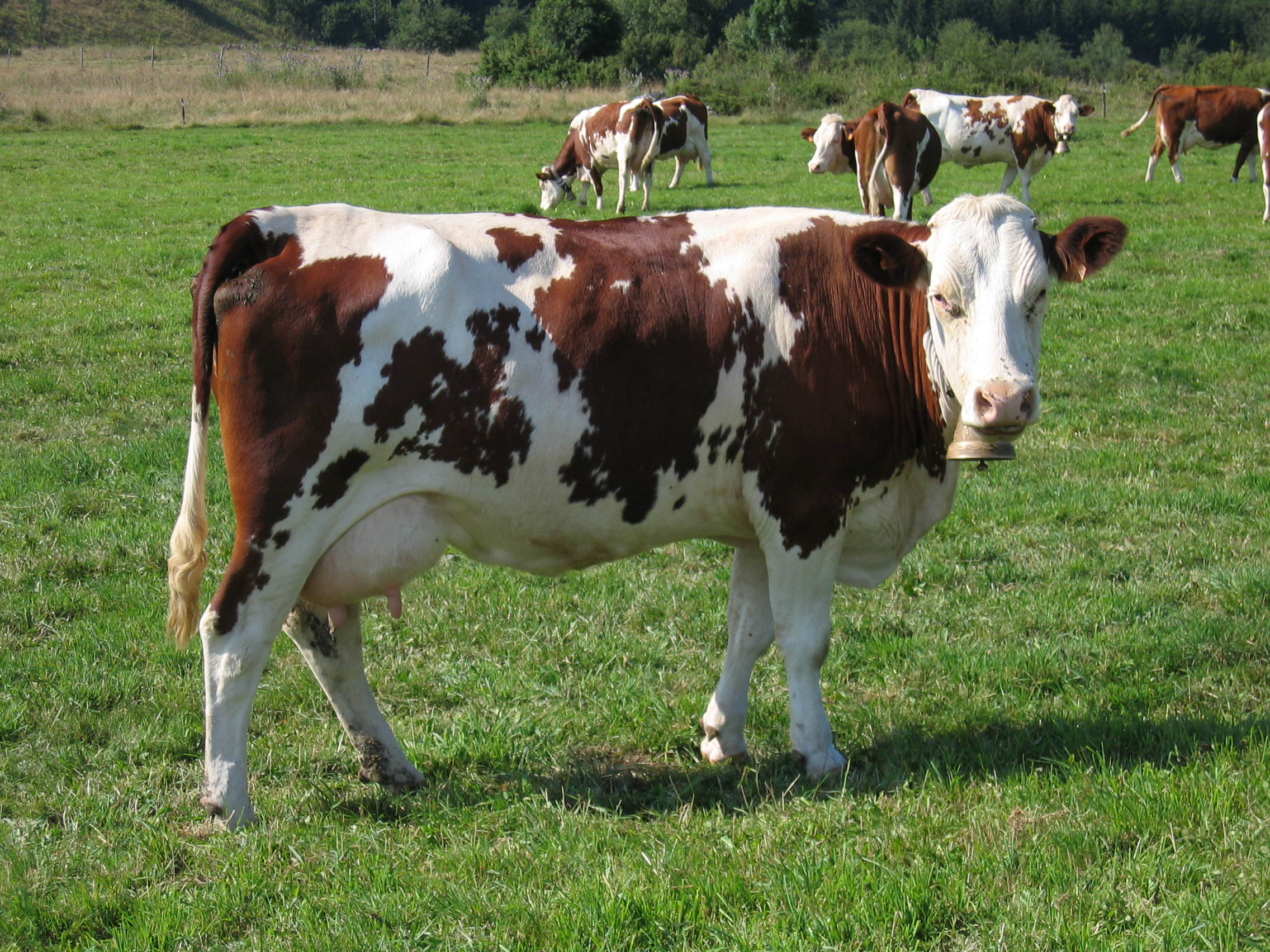
Vache montbéliarde

Clon et tête de More étaient les appellations de l'époque,. 
Ce fromage fabriqué dans les fermes et renommée à l'époque, était offert aux hôtes de marque, vendu dans les foires locales, mais également exportée pendant de nombreux siècles sur les tables des ducs de Savoie, des rois de France et même celles du Vatican. Les paysans du Moyen Âge fabriquaient le clon originel qui servait à payer leur fermage aux propriétaires. Sa fabrication cessa progressivement dès le XVIIe siècle, jusqu'à sa totale disparition, sans que l'on en sache les raisons.

## Dépôt d'une marque et lancement d'une nouvelle transformation

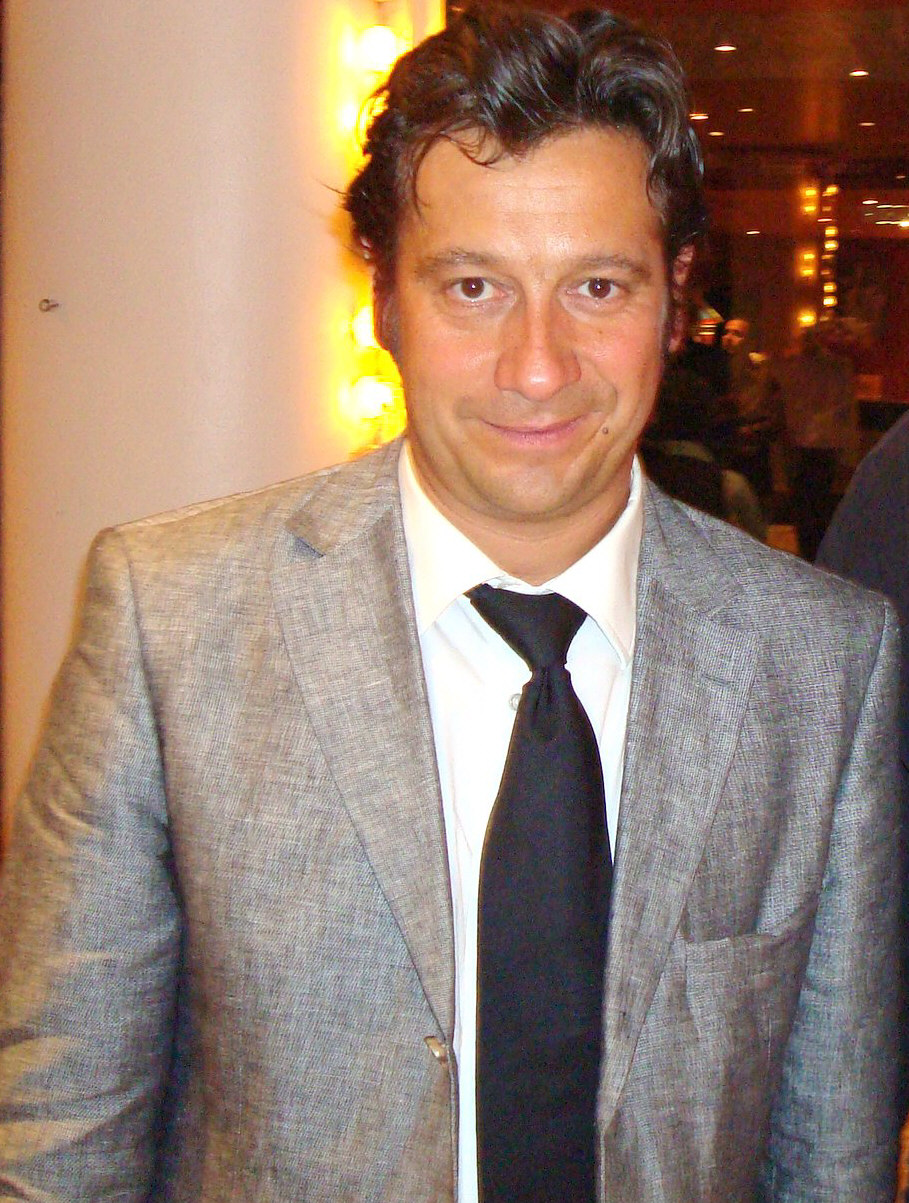
Laurent Gerra, parrain de la marque Fromage de Clon.

La découverte de l'existence historique de cette spécialité paysanne disparue par l'archiviste des Archives départementales de l'Ain Jérôme Dupasquier a permis à Christian et Bernadette Périgot, de la fromagerie de Drom, en partenariat avec les Archives départementales de l'Ain, la Fédération départementale des Coopératives Laitières et le cuisinier Jacques Girod, de mettre au point une recette de fromage au lait cru et au safran s'inspirant du clon originel à partir de l’été 2004.
Une marque « Fromage de Clon » a été déposée à l'INPI par la Société Coopérative Agricole de Fromagerie de Drom et un fromage a pu être présenté au Salon de la gastronomie de Bourg-en-Bresse, en novembre 2005. L’humoriste Laurent Gerra est le parrain de ce nouveau fromage depuis cette date.

## Fabrication du Fromage de Clon
Le safran, qui donne son goût et sa couleur jaune au Fromage de Clon, est infusé dans du lait dans une petite casserole en étain, ou « topette », puis ajouté au lait cru de vaches montbéliardes. Le mélange tiédi est ensuite mis à cailler en bassine. Le caillé est brisé grossièrement, puis moulé et égoutté, avant d’être frappé du nom de Fromage de Clon, ou de l'emblème de la Bresse, la fleur de lys. Salé et retourné, il est affiné deux mois au minimum (vers 1300, on le laissait jusqu’à deux ans en cave et sa pâte verdissait).